# Pandavapura
Pandavapura (detta anche French Rocks o Hirod) è una suddivisione dell'India, classificata come town panchayat, di 18.236 abitanti, situata nel distretto di Mandya, nello stato federato del Karnataka. In base al numero di abitanti la città rientra nella classe IV (da 10.000 a 19.999 persone).

## Geografia fisica
La città è situata a 12° 30' 2 N e 76° 40' 24 E e ha un'altitudine di 708 m s.l.m..

## Società

### Evoluzione demografica
Al censimento del 2001 la popolazione di Pandavapura assommava a 18.236 persone, delle quali 9.211 maschi e 9.025 femmine. I bambini di età inferiore o uguale ai sei anni assommavano a 2.108, dei quali 1.076 maschi e 1.032 femmine. Infine, coloro che erano in grado di saper almeno leggere e scrivere erano 12.198, dei quali 6.633 maschi e 5.565 femmine.